# Sergey Khachatryan
Pour les articles homonymes, voir Khachatryan.
Sergey Khachatryan (arménien : Սերգեյ Խաչատրյան), né le 5 avril 1985 à Erevan en Arménie, est un violoniste de musique classique.

## Biographie
Issu d'une famille de musiciens (ses parents et sa sœur aînée sont pianistes), il suit des cours au conservatoire de Karlsruhe en Allemagne avec Josef Rissin. Il remporte divers concours dont le concours Louis-Spohr, puis le premier prix du VIIIe concours international de violon Jean-Sibelius en décembre 2000 et le premier prix du prestigieux concours musical international Reine Élisabeth de Belgique en 2005 à Bruxelles. En 2014 il remporte le Credit Suisse Young Artist Award, avec 75 000 CHF et un concert avec l'orchestre philharmonique de Vienne sous la direction de Gustavo Dudamel au Festival de Lucerne.
Après l'obtention d'une bourse d'études de la fondation Anne-Sophie Mutter, il se produit avec l'orchestre philharmonique de Londres en 2004, puis continue sa carrière internationale avec Kurt Masur qui dirige l'Orchestre national de France, l'orchestre philharmonique de Londres, l'orchestre philharmonique de New York, l'Orchestre national de Lyon, l'orchestre de Cleveland, l'orchestre régional de Cannes-Provence-Alpes-Côte d’Azur, dirigé par Philippe Bender. Il se produira également avec Riccardo Chailly, James Conlon, Christoph von Dohnányi et Bernard Haitink.
Avec sa sœur Lusine Khachatryan il se consacre à la musique de chambre. Un projet commun était l'enregistrement des trois sonates de Brahms, publié par le label Naïve Classique en 2013. 
Sergey Khachatryan joue avec le violon nommé « Ysaÿe », attribué à Guarneri, un prêt de la Nippon Music Foundation.

## Discographie sélective
2006 : Premier et Deuxième Concerto pour violon de Chostakovitch avec l'Orchestre national de France sous la direction de Kurt Masur, chez Naïve Records. 
2010 : intégrale des Sonates et Partitas pour violon seul  de J.S. Bach chez  Naïve Records

## Source
1. ↑  Armenian violinist Sergey Khachatryan wins £50,000 Credit Suisse Young Artist Award
2. ↑  « Sergey Khachatryan », sur naïve (consulté le 22 juin 2024)